# Cot Jamopawang
Cot Jamopawang är en kulle i Indonesien.   Den ligger i provinsen Aceh, i den västra delen av landet, 1 800 km nordväst om huvudstaden Jakarta. Toppen på Cot Jamopawang är 244 meter över havet.
Terrängen runt Cot Jamopawang är huvudsakligen kuperad, men österut är den platt. Terrängen runt Cot Jamopawang sluttar österut.Runt Cot Jamopawang är det tätbefolkat, med 297 invånare per kvadratkilometer. Trakten runt Cot Jamopawang består till största delen av jordbruksmark.